# Leslie Arliss
Leslie John S. Arliss (* 6. Oktober 1901 in London-Catford; † 30. Dezember 1987 in St. Helier, Jersey) war ein britischer Drehbuchautor  und Filmregisseur.

## Leben und Wirken
Der Sohn eines Angestellten bei einem Gasunternehmen – nicht der Schauspieler George Arliss, wie oftmals zu lesen ist – hatte zunächst als Journalist gearbeitet und sich auf die Tätigkeit eines Theater- und Filmkritikers (für den 'Johannesburg Star') konzentriert. Im Alter von 30 Jahren wechselte Arliss ins Filmgeschäft und begann Drehbücher zu schreiben. Von 1933 bis 1936 verfasste er hauptsächlich die Manuskripte zu Komödien des Produzenten Michael Balcon, beteiligte sich aber auch am Drehbuch für das aufwändige hurrapatriotische Kolonialistenporträt Rhodes of Africa, eine einzige Ode an das Britische Empire und seine Kolonialherrschaft in Afrika. Ab Kriegsbeginn folgten Vorlagen für propagandistische Anti-Nazi-Stücke wie Pastor Hall und The Foreman Went to France.
1940 wechselte Arliss mit der Komödie The Farmer’s Wife zur Filmregie und lancierte in der Folgezeit die Karrieren einige spätere Topstars des britischen Unterhaltungskinos wie Stewart Granger, Margaret Lockwood, Phyllis Calvert, Patricia Roc und James Mason. Seine Filme der 1940er Jahre – allen voran Der Herr in Grau, Cornwall Rhapsodie und Die Frau ohne Herz – waren von der Kritik oftmals höhnisch begleitete, beim Publikum jedoch äußerst beliebte, kultivierte Melodramen, plüschige Abenteuerstoffe und Liebesromanzen, die vornehmlich in vergangenen Jahrhunderten spielten.
Gegen Ende desselben Jahrzehnts verloren Arliss' Filme gänzlich an Bedeutung, und ab 1953 wandte er sich verstärkt dem Fernsehen zu, für das er Episoden mehrerer Serien inszenierte.

## Filmografie
Drehbuchautor
- 1931: Tonight’s the Night – Pass It On
- 1932: Holiday Lovers
- 1933: Orders is Orders
- 1933: Jack Ahoy!
- 1934: Road House
- 1935: Heat Wave
- 1935: Rhodes of Africa
- 1936: Windbag the Sailor
- 1937: Said O’Reilly to McNab
- 1938: To Dangerous to Live
- 1939: For Freedom
- 1940: Pastor Hall
- 1941: The Foreman Went to France

Regisseur
- 1940: The Farmer’s Wife (Ko-Regie, Drehbuchmitarbeit)
- 1941: The Night Has Eyes (auch Drehbuchmitarbeit)
- 1942: Der Herr in Grau (The Man in Grey, auch Drehbuchmitarbeit)
- 1944: Cornwall Rhapsodie (Love Story, auch Drehbuchmitarbeit)
- 1945: Die Frau ohne Herz (The Wicked Lady, auch Drehbuchmitarbeit)
- 1947: Romanze im Süden (A Man About the House, auch Drehbuchmitarbeit)
- 1947: Idol of Paris
- 1949: Saints and Sinners (auch Produktion, Drehbuchmitarbeit)
- 1951: The Woman’s Angle (auch Drehbuchmitarbeit)
- 1953–1956: Douglas Fairbanks Jr. Presents (Fernsehreihe)
- 1954: See How They Run (auch Drehbuchmitarbeit)
- 1955: Miss Tulip Stays the Night
- 1955–1957: Sailor of Fortune (Fernsehserie)
- 1956–1957: The Buccaneers (Fernsehserie)
- 1957: Insomnia is Good for You (Kurzfilm)
- 1957: Danger List (Kurzfilm)
- 1957: Man With a Dog (Kurzfilm)
- 1957–1958: The New Adventures of Charlie Chan (Fernsehserie)
- 1963: Indian River (Fernsehserie)